# ティー・ブイ
ティー・ブイ（Thi Bui, 越: Bùi Phương Thi / 漢字：裴芳詩,  1975年 - ）は、ベトナム出身のアメリカ人グラフィックノベル作家、イラストレーター。コミックによるメモワール『私たちにできたこと』で知られている。

## 生い立ち
ティー・ブイはベトナム戦争中に当時のサイゴンで生まれた。同市が北ベトナムによって陥落する3か月前だった。6人きょうだいだが年上の2人はティーが生まれる前に亡くなっている。一家は自国を脱出する「ボートピープル」集団に加わり、マレーシアの難民キャンプにたどり着いた。やがて米国への亡命を認められ、1978年に移住した。現在は夫と2人の息子とともにベイエリアに住んでいる。

## 経歴
ブイは長年にわたってニューヨークとオークランドの学校で教師を勤めてきた。カリフォルニア州オークランドにあるオークランド・インターナショナル・ハイスクールの創設者の一人でもある。移民直後の生徒と英語学習者が通う公立高校としてはカリフォルニア初だった。同校では美術とデジタルメディアを教えた。2015年からはカリフォルニア美術大学においてコミック専攻の美術学修士プログラムで教員を務めている。教員生活の傍ら、10年の歳月を費やして自伝的なコミック『私たちにできたこと』を描いた。それ以前にはコミック制作の経験はなかった。
ブイの作品は政治と社会の問題に焦点を当てたものが多い。2017年に刊行された初単行本『私たちにできたこと (The Best We Could Do)』は難民だった一家の経験を記録したもので、ベトナム戦争が終結してから祖国を逃れるまでの出来事と米国に移民してからの生活を描いており、移民、戦争、世代間トラウマのテーマが扱われている。同書は高い評価を受け、アメリカ図書賞を受賞した。また全米批評家協会賞とアイズナー賞（事実に基づく作品部門）の最終候補作になった。ビル・ゲイツは2017年の書籍ベスト5に本書を挙げた。カリフォルニア大学ロサンゼルス校は2017－2018年度の学部課程入学者の課題図書に本書を選んだ。
同じく2017年に絵本『ア・ディファレント・ポンド』が出た。本作ではイラストレーターとしてスポークン・ワード・アーティストで作家のバオ・ファイと組んだ。同作は2018年のコールデコット・オナーを挿絵に対して授与されている。
2019年、著名な小説家ヴィエト・タン・ウェンとともに絵本の新作『チキン・オブ・ザ・シー』を描いた。二人の息子も制作に加わった。ウェンとその息子エリソンが文を、ブイと息子ヒエンが挿絵を担当した。
デビュー作以来、東南アジア系コミュニティのために米国の政治的問題を扱ったショートコミックを描き続けている。単著の次作 Nowhereland はアメリカに住む東南アジア系の犯罪と国外退去強制の問題を扱っている。またベトナムや貧困国の気候変動についてのSF小説にも取り組んでいる。

## 著作
- We Are Oakland International（2012）（編）

オークランド・インターナショナル・ハイスクールで学ぶ移民の生徒が体験をコミック化した作品集。
- The Best We Could Do（2017, Abrams ComicArts（英語版） ISBN 1419718770）（作・画）
  - 私たちにできたこと 難民になったベトナムの少女とその家族の物語（2020、フィルムアート）（日本語訳・椎名ゆかり）
- A Different Pond（2017, Capstone（英語版） ISBN 1623708036）（イラストレーション）
- Displaced: Refugee Writers on Refugee Lives（2018, Abrams ISBN 141973511X） （"Perspective and What Gets Lost" を寄稿）
- Refugee to Detainee: How the U.S. is Deporting Those Seeking a Safe Haven（2018, The Nib（英語版））（作・画）[13]
- Chicken of the Sea (2019, McSweeney's Publishing ISBN 194421173X)（イラストレーション）
- In/Vulnerable: Inequity in the time of pandemic（2020, Reveal）（イラストレーション）[16]

## 受賞
- The Best We Could Do
  - 2017: UCLAコモン・ブック[10]
  - 2017: 全米批評家協会賞、最終候補[6]
  - 2018: アメリカ図書賞[5]
  - 2018: アイズナー賞、最終候補（事実に基づくコミック作品部門）[7]
- A Different Pond
  - 2017: コールデコット・オナー、挿絵に対して[17]